# جوش بيتس
جوش بيتس (بالإنجليزية: Josh Betts)‏ هو لاعب كرة قدم أمريكية أمريكي، ولد في 25 أغسطس 1982 في فانداليا في الولايات المتحدة.

## وصلات خارجية
- جوش بيتس على موقع إي إس بي إن.كوم (أن.أف.أل)3